# Новое Село (Куликовская поселковая община)
Новое Село (укр. Нове Село) — село в Куликовской поселковой общине Львовского района Львовской области Украины.
Население по переписи 2001 года составляло 550 человек. Занимает площадь 12,95 км². Почтовый индекс — 80363. Телефонный код — 3252.